# Berghof (Schmallenberg)
 Berghof  ist ein Ortsteil der Stadt Schmallenberg in Nordrhein-Westfalen.
Der Hof liegt rund acht Kilometer nordwestlich von Schmallenberg. Angrenzende Orte sind Menkhausen, Dorlar und Grimminghausen.
Bis zur kommunalen Neugliederung in Nordrhein-Westfalen gehörte Berghof zur Gemeinde Dorlar. Seit dem 1. Januar 1975 ist Berghof ein Ortsteil der Stadt Schmallenberg.